# Music Go Music
Music Go Music ist eine US-amerikanische Band aus Los Angeles. Sie spielen Popmusik mit Einflüssen aus der Musik der 1970er Jahre von Abba oder ELO.

## Historie
Die Gründungsmitglieder Meredith und David Metcalf als Gala Bell und Kamer Maza kommen ursprünglich aus der Indie-Band Bodies of Water. Sie benutzen Pseudonyme, weil sie ihre wahren Identitäten verschleiern und ein Fantasy-Pop-Konzept umsetzen wollen. Die Band steht bei Secretly Canadian unter Vertrag. Die erste Single Light of Love erschien im Mai 2008 und wurde von Kritikern positiv aufgenommen. Im August 2008 folgte die EP Reach Out, im Januar 2009 die EP Warm In The Shadows sowie im Herbst 2009 das Album Expressions.

## Diskografie

### Alben
- 2009: Expressions
- 2014: Impressions

### EPs
- 2008: Reach Out
- 2009: Warm in the Shadows

### Singles
- 2008: Light of Love
- 2013: Love is All I Can Hear